# Živko Živković (general)
Živko Živković, črnogorski general, * 20. december 1912, Berane, Črna gora, † 18. junij 1990, Bogovađa pri Lajkovcu, SR Srbija, SFRJ.

## Življenjepis
Leta 1935 je postal član KPJ; zaradi revolucionarnega delovanja je bil naslednje leto obsojen na 12 let zapora, od katerih je odsedel 4. Leta 1941 se je pridružil NOVJ; med vojno je bil politični komisar več enot.
Po vojni je bil politični komisar divizije, pomočnik poveljnika za zaledje korpusa,...